# Lonomia
Lonomia è un genere di falene della sottofamiglia Hemileucinae (appartenenti a loro volta alla famiglia Saturniidae) originarie del Sud America, note per i loro bruchi estremamente velenosi. Questi bruchi sono responsabili ogni anno di diversi casi di avvelenamento, soprattutto nel sud del Brasile, e sono oggetto di numerosi studi medici. 

## Descrizione
I bruchi di Lonomia sono mimetici e si confondono facilmente con la corteccia degli alberi, dove spesso si aggregano. Sono ricoperti da peli urticanti che rilasciano un veleno anticoagulante molto potente.

## Tossicità
Il contatto con più bruchi può causare gravi effetti: emorragie interne, insufficienza renale ed emolisi. Questa sindrome è chiamata lonomiasi e può essere fatale. La specie più pericolosa è Lonomia obliqua, studiata anche per il potenziale utilizzo farmacologico del suo veleno come anticoagulante.

## Areale
Il genere Lonomia è diffuso in tutta la regione neotropicale, dall'America Centrale (Messico, Belize, Guatemala, Honduras, Nicaragua, Costa Rica, Panama) fino all'America Meridionale (Colombia, Venezuela, Ecuador, Perù, Bolivia, Brasile, Paraguay, Argentina settentrionale). Assente in Cile.

## Specie
Tra le principali specie del genere Lonomia si annoverano:
1. Lonomia achelous
2. Lonomia beneluzi
3. Lonomia camox
4. Lonomia columbiana
5. Lonomia descimoni
6. Lonomia diabolus
7. Lonomia electra
8. Lonomia francescae
9. Lonomia frankae
10. Lonomia obliqua
11. Lonomia pseudobliqua
12. Lonomia rufescens
13. Lonomia serranoi
14. Lonomia venezuelensis